# Muntanyes de Nur
Les muntanyes de Nur (turc: Nur Dağları; grec antic: Ἀμανός; llatí: Amanus) és una serralada que forma part de les muntanyes del Taure.
Conformaven la frontera sud de Cataònia i anava des de Tars (Cilícia) al nord del golf d'Issos, l'actual badia d'Iskenderun, fins a la Cataònia, i arribaven fins a Melitene, on el riu Eufrates les tallava. Tot i així, encara es perllongaven després. Aquest és el nom clàssic donat per Estrabó i altres autors de l'actual Nur Dağları turc.
Els passos del Nur (antigament en grec Ἀμανίδες Πύλαι) o en llatí Portae Amani) que segurament són les Portes Síries (Syriae Portae, Συρίαι πύλαι) que anomena Xenofont, són dos passos de muntanya entre Cilícia i Síria, que travessen les muntanyes Nur. El del sud es deia antigament Beilan o Amanos inferior i el del nord Arrian o Curtis.
Quan Ciceró era procònsol de Cilícia l'any 51 aC va dirigir diverses expedicions contra els muntanyencs que habitaven la serralada d'Amanus i va destruir algunes places fortes que tenien. Entre elles anomena Erana, la seva principal ciutat. També va ocupar Pindenissos, situada en un punt estratègic i molt ben fortificada.